# Patrik Nilsson
Pour les articles homonymes, voir Nilsson.
Patrik Nilsson né le 29 août 1991 à Saltsjöbaden en Suède est un triathlète professionnel, multiple vainqueur sur distance Ironman.

## Biographie
Patrik Nilsson pratique la course de demi-fond à l'école, c'est là que sa passion pour le sport d'endurance se renforce. Soutenu par ses parents il s'essaye à son premier triathlon courte distante et quitte le lycée pour s'entraîner plus spécifiquement sur les trois disciplines afin d'atteindre son objectif de devenir triathlète professionnel et de participer aux meilleurs de sa forme aux championnats du monde d'Ironman à Kona (Hawaï) qui constitue son rêve ultime depuis qu'il a connaissance de cette compétition.

## Palmarès en triathlon
Le tableau présente les résultats les plus significatifs (podium) obtenus sur le circuit international de triathlon depuis 2014,.
| Année                  | Compétition               | Pays          | Position           | Temps           |
| ---------------------- | ------------------------- | ------------- | ------------------ | --------------- |
| 2019                   | Ironman Texas             | États-Unis    | Médaille d'or      | 7 h 50 min 55 s |
| 2017                   | Ironman Allemagne         | Allemagne     | Médaille de bronze | 7 h 50 min 16 s |
| 2016                   |                           |               |                    |                 |
| Ironman 70.3 Barcelone | Espagne                   | Médaille d'or | 4 h 4 min 55 s     |                 |
| Ironman Barcelone      | Espagne                   | Médaille d'or | 7 h 55 min 28 s    |                 |
| Ironman Cophenhague    | Danemark                  | Médaille d'or | 7 h 49 min 18 s    |                 |
| 2015                   | Ironman 70.3 Majorque     | Espagne       | Médaille d'argent  | 3 h 59 min 12 s |
| 2015                   | Ironman Suède             | Suède         | Médaille d'or      | 8 h 8 min 5 s   |
| 2014                   | Ironman Malaisie          | Malaisie      | Médaille d'or      | 8 h 41 min 53 s |
| 2014                   | Ironman Western Australie | Australie     | Médaille d'argent  | 8 h 12 min 10 s |